# Sedam smrtnih grijeha
Sedam smrtnih grijeha ili Sedam glavnih grijeha, kako ih definira katolička kršćanska praksa:
1. oholost
2. škrtost
3. bludnost
4. zavist
5. neumjerenost u jelu i piću
6. srditost
7. lijenost

## Poveznice
- Smrtni grijeh
- Moral
- Licemjerje
- Sedam grijeha 21. stoljeća